# Charles de Dinan
Charles de Dinan, seigneur de Montafilant et seigneur de Châteaubriant, en 1383, mort en 1418.

## Biographie
Charles de Dinan était le fils de Rolland IV de Dinan, seigneur de Montafilant, et de Jeanne de Craon, il fut le membre le plus illustre de ce rameau cadet de la maison de Dinan. Son activité s'étend sur plus de 60 ans.
Dès 1356 il fait partie des défenseurs de Rennes assiégée par le duc de Lancastre. Il est à la tête d'un corps de bataille lors de la Bataille d'Auray où Il sauve la vie de Bertrand Du Guesclin. En 1367 il contribue au paiement de la rançon du futur Connétable de France. Bien que fidèle de la Maison de Blois, en 1379 il participe à la ligue des seigneurs bretons pour le rappel du duc Jean IV de Bretagne et il va l'accueillir à Saint-Malo lors de son retour d'Angleterre.
En 1381 il est témoin au second traité de Guérande entre les blésistes et le duc de Bretagne. En 1386 Charles de Dinan intervint dans le duel judiciaire et le procès qui oppose son beau-frère Robert de Beaumanoir et Pierre de Tournemine, sire de la Hunaudaye. On le trouve également comme arbitre dans le conflit entre le duc de Bretagne et Olivier de Clisson en 1391. Enfin il est l'ambassadeur du duc de Bretagne auprès du duc de Bourgogne en 1408.
En 1383 il avait hérité de la seigneurie de Châteaubriant du droit de sa grand-mère paternelle, Thomasse de Châteaubriant, épouse de Rolland III de Dinan, seigneur de Montafilant.
Par suite de son patrimoine personnel et de ses alliances Charles de Dinan possédait : Montafilant, Châteaubriant, Le Guildo, La Hardouinaye, les Huguetières, Runefau en Tréguier, Le Bodister, Candé, La Roche-sur-Yon, Chantoceaux.

## Unions et postérité
Charles de Dinan contracta quatre mariages, mais il n'eut d'enfant que de la troisième :
1) Jeanne d'Ancenis.
2) Constance de Coëtlan, veuve d'Even du Fou.
3) Jeanne de Beaumanoir, fille et héritière de Jean IV de Beaumanoir et de Marguerite de Rohan.
- Henri de Dinan, seigneur de la Hardouinais, mort en 1403 sans postérité.
- Rolland V de Dinan, seigneur de Montafilant, mort en 1419 sans postérité.
- Robert de Dinan qui succède à son frère et meurt en 1429 sans postérité.
- Bertrand de Dinan, Maréchal de Bretagne, meurt en 1444 sans postérité.
- Jacques de Dinan, Chambellan de Bretagne.
- Thomine ( † après le 14 décembre 1406), mariée en premières noces à Geoffroy de Bréhant ( † janvier 1433), chevalier, seigneur de Belleissue, de Montbrehan et de Saint-Alban, capitaine de Dol, puis en secondes noces à Jean de La Haye ( † avant 1456), seigneur de Passavant, de Chemillé, de Mortagne, de Mallièvre, de Beaumont, de Brissac, et de Champeaux.
- Marguerite, mariée à Foulques Paynel ( † 1413).

4) Jeanne Raguenel, morte en 1448.

## Sources
- Frédéric Morvan la Chevalerie de Bretagne et la formation de l'armée ducale 1260-1341 Presses Universitaires de Rennes, Rennes 2009,  (ISBN 9782753508279) « Généalogie n°17 : les Dinan-Montafilant »
- Jean-Michel Dunoyer de Segonzac, « Une Grande maison chevaleresque : les Dinan-Montafilant », dans Dinan au Moyen Age, p. 237-247 Ouvrage collectif publié par le "Pays de Dinan", Dinan (1986)  (ISBN 2905952016)